# Calamagrostis expansa
Calamagrostis expansa är en gräsart som först beskrevs av William Munro och Wilhelm B. Hillebrand, och fick sitt nu gällande namn av Albert Spear Hitchcock. Calamagrostis expansa ingår i släktet rör, och familjen gräs. IUCN kategoriserar arten globalt som sårbar. Inga underarter finns listade i Catalogue of Life.